# Epicyrtica leucostigma
Epicyrtica leucostigma là một loài bướm đêm thuộc họ Noctuidae. Nó được tìm thấy ở Úc.

## Hình ảnh

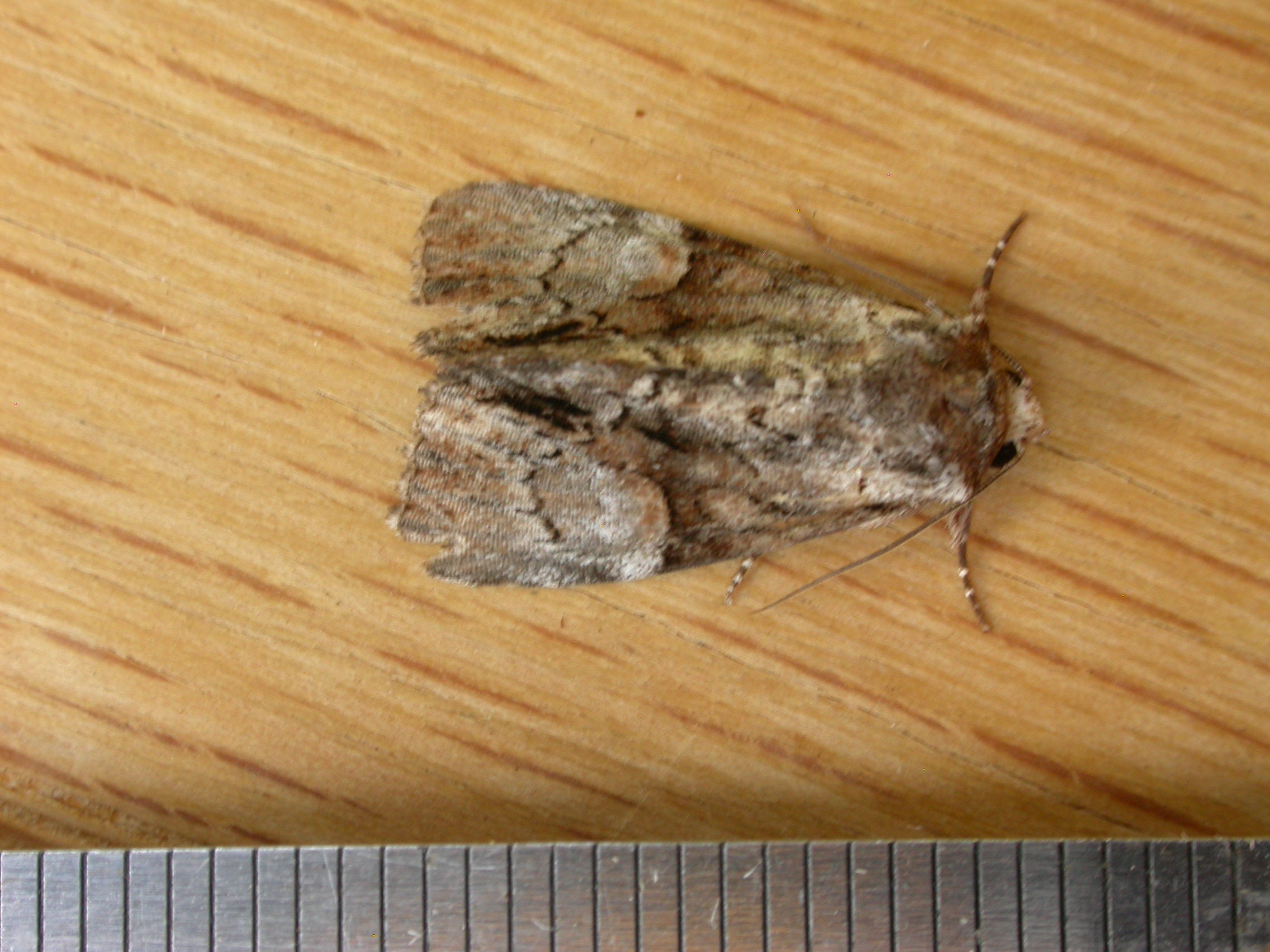
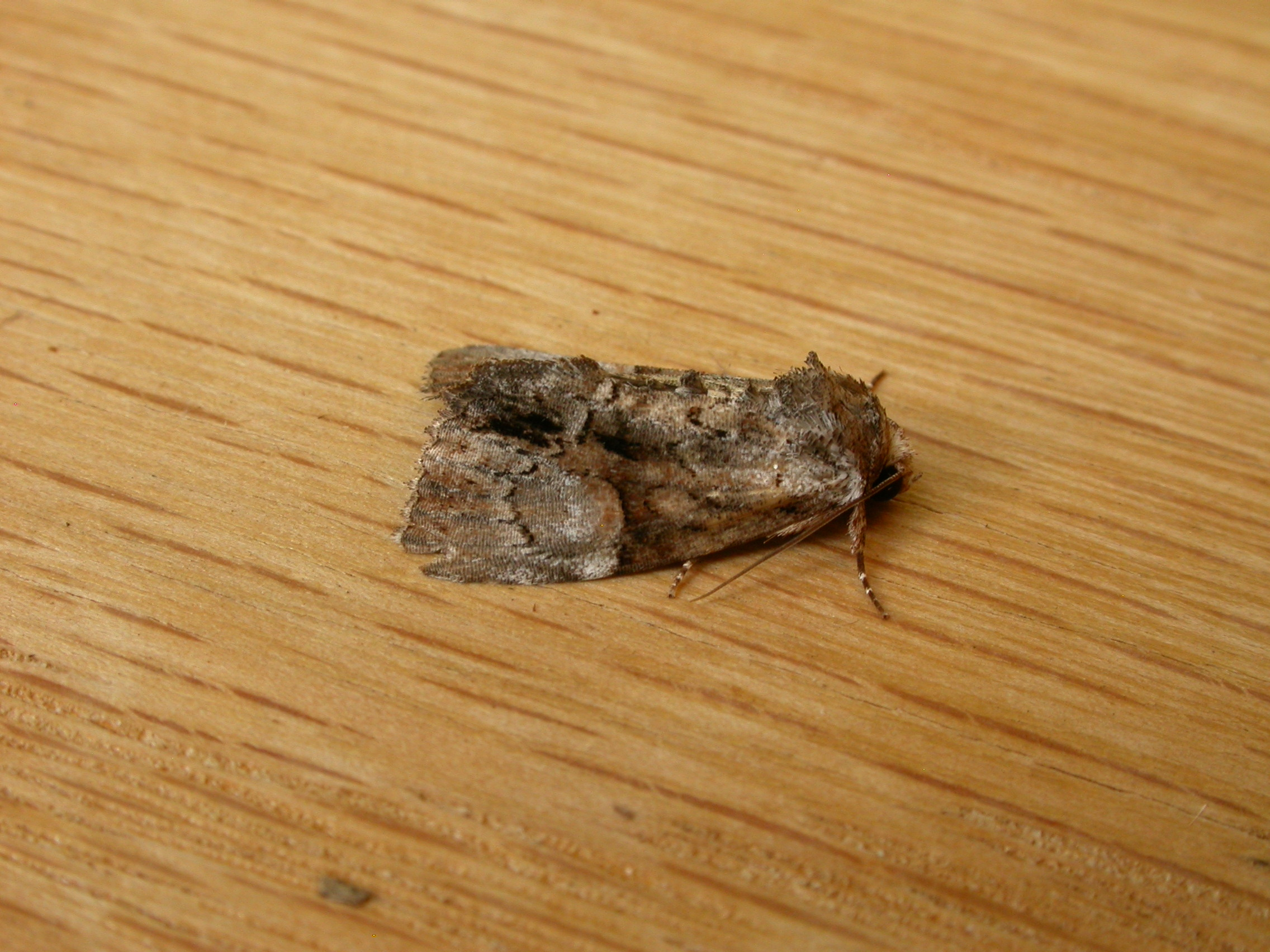
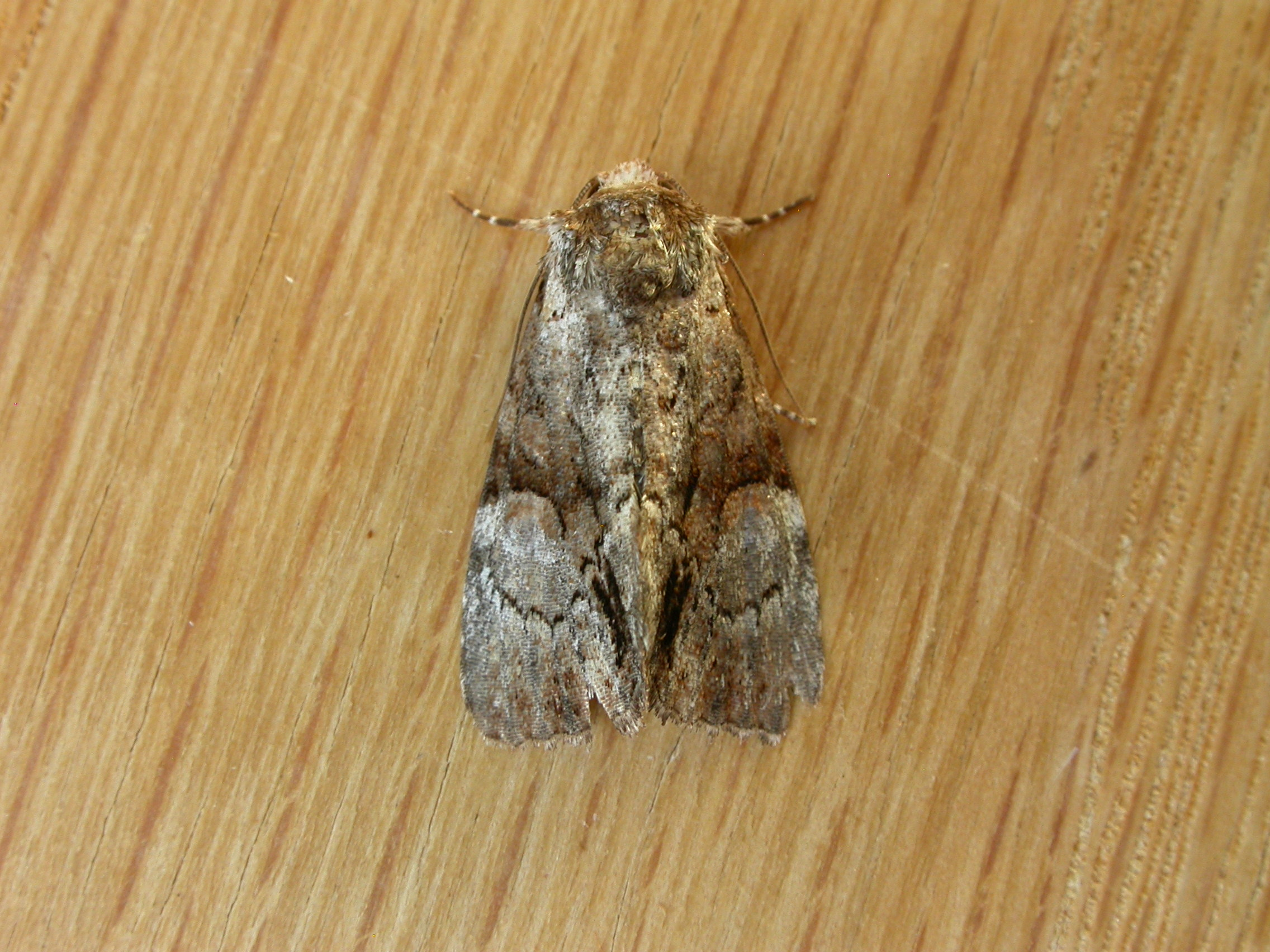
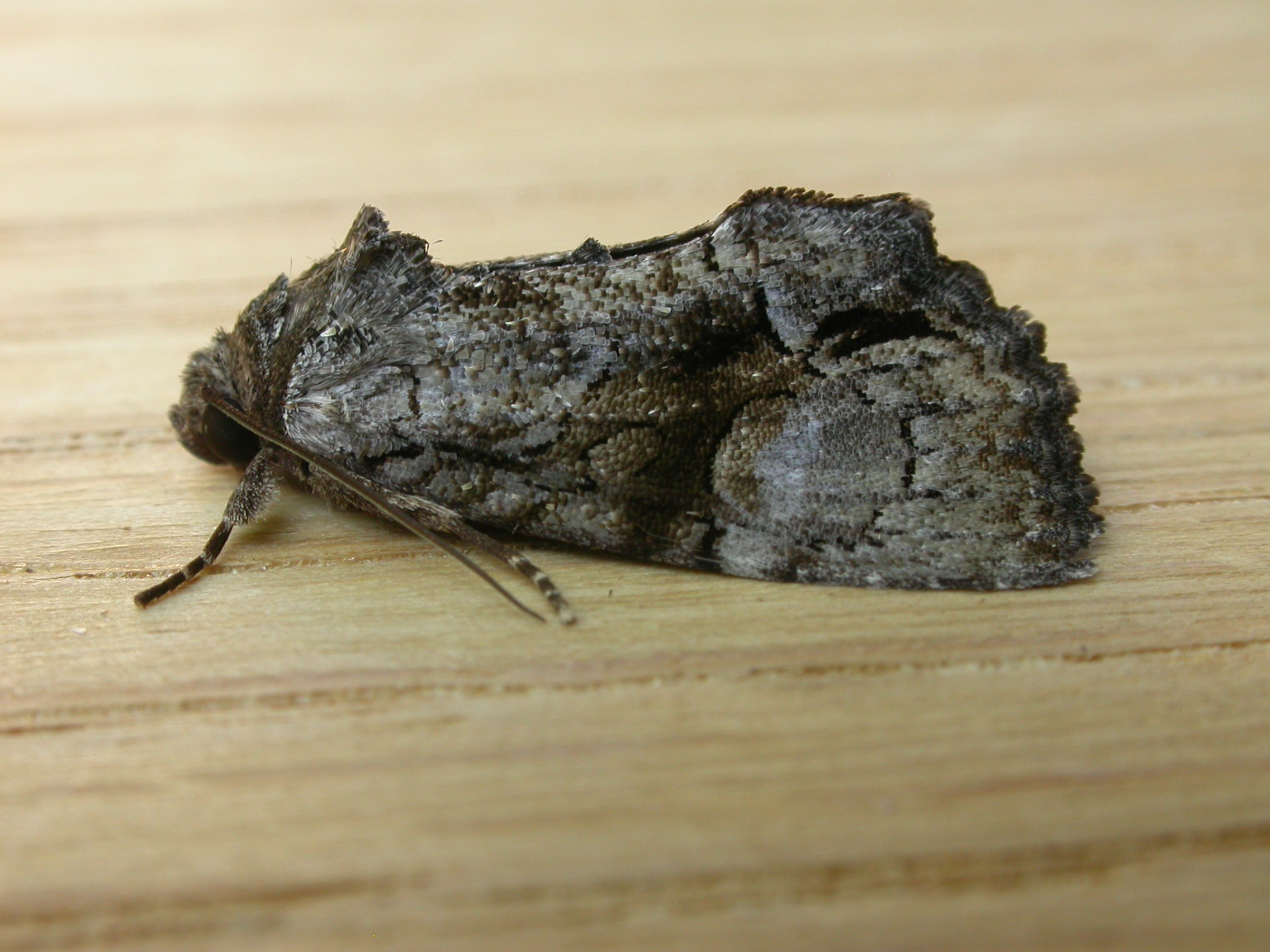